# Alphabet phonétique américaniste
L’alphabet phonétique américaniste (APA) est un système de transcription phonétique, basé sur l’écriture latine, créée principalement par des linguistes américains. Celui-ci n’est pas standardisé et plusieurs variations sont ou ont été utilisées. Ses variations partagent plusieurs symboles ou signes diacritiques ou ont des éléments similaires à d’autres systèmes de transcription phonétique comme notamment l’Alphabet standard de Lepsius ou l’Alphabet phonétique international.

## Histoire
L’alphabet servant de bases à la notation moderne des langues amérindiennes est celui de John Pickering publié en 1820.
Plusieurs ethnologues conçoivent leurs propres alphabets, comme Horatio Hale en 1846 ou George Gibbs en 1863.
John Wesley Powell publie en 1880 les bases d’un alphabet qui sera utilisé dans plusieurs publications de la Smithsonian Institution concernant les langues amérindiennes ; il sera notamment utilisé et étendu par James Owen Dorsey.
Franz Boas présente son alphabet en 1911. Celui-ci est modifié et adopté par un comité (composé de Boas et d’autres linguistes) de l’American Anthropological Association en 1916. D’autres modifications y sont faites par Herzog et al. en 1934.

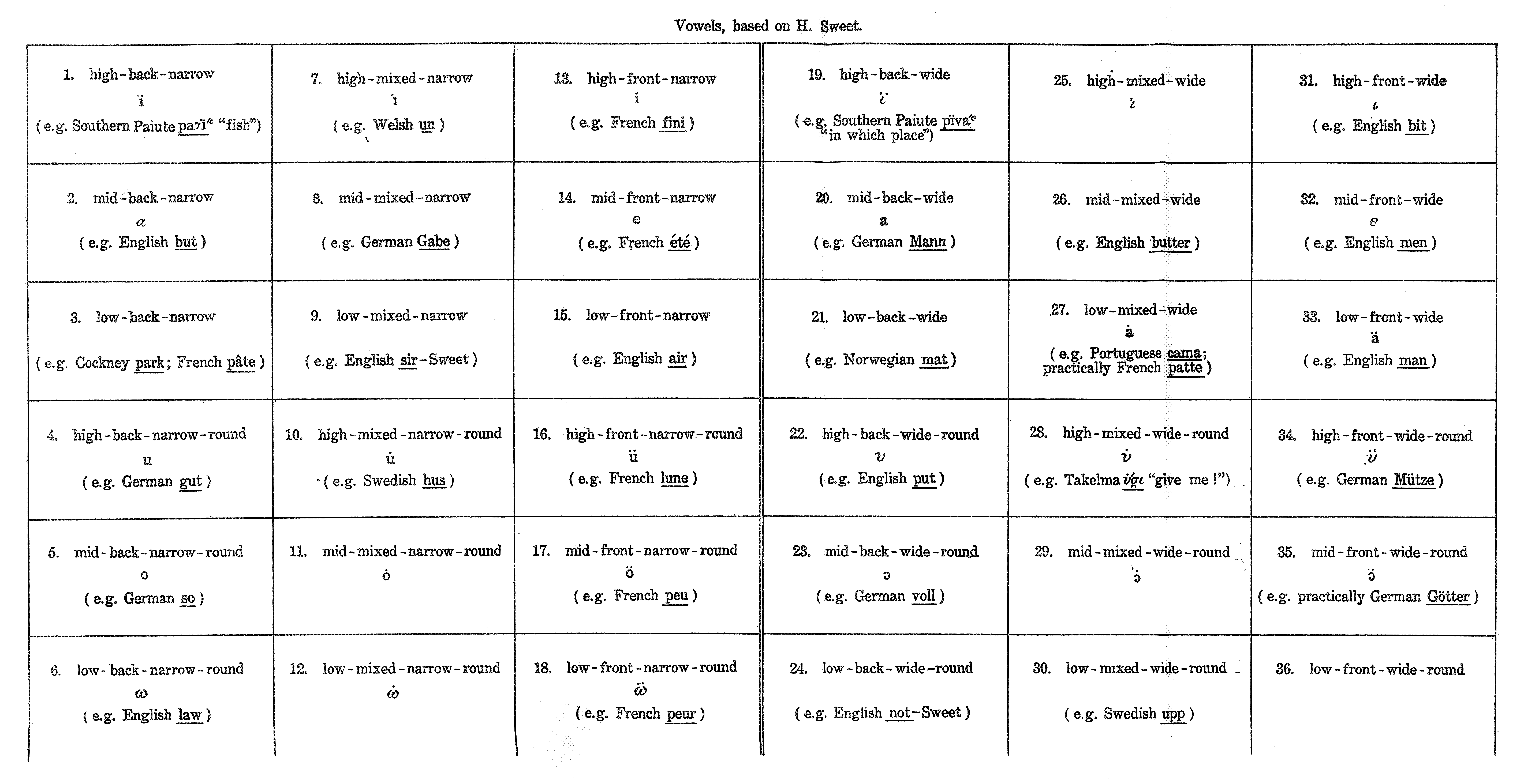
Tableau des voyelles dans American Anthropological Association 1916.

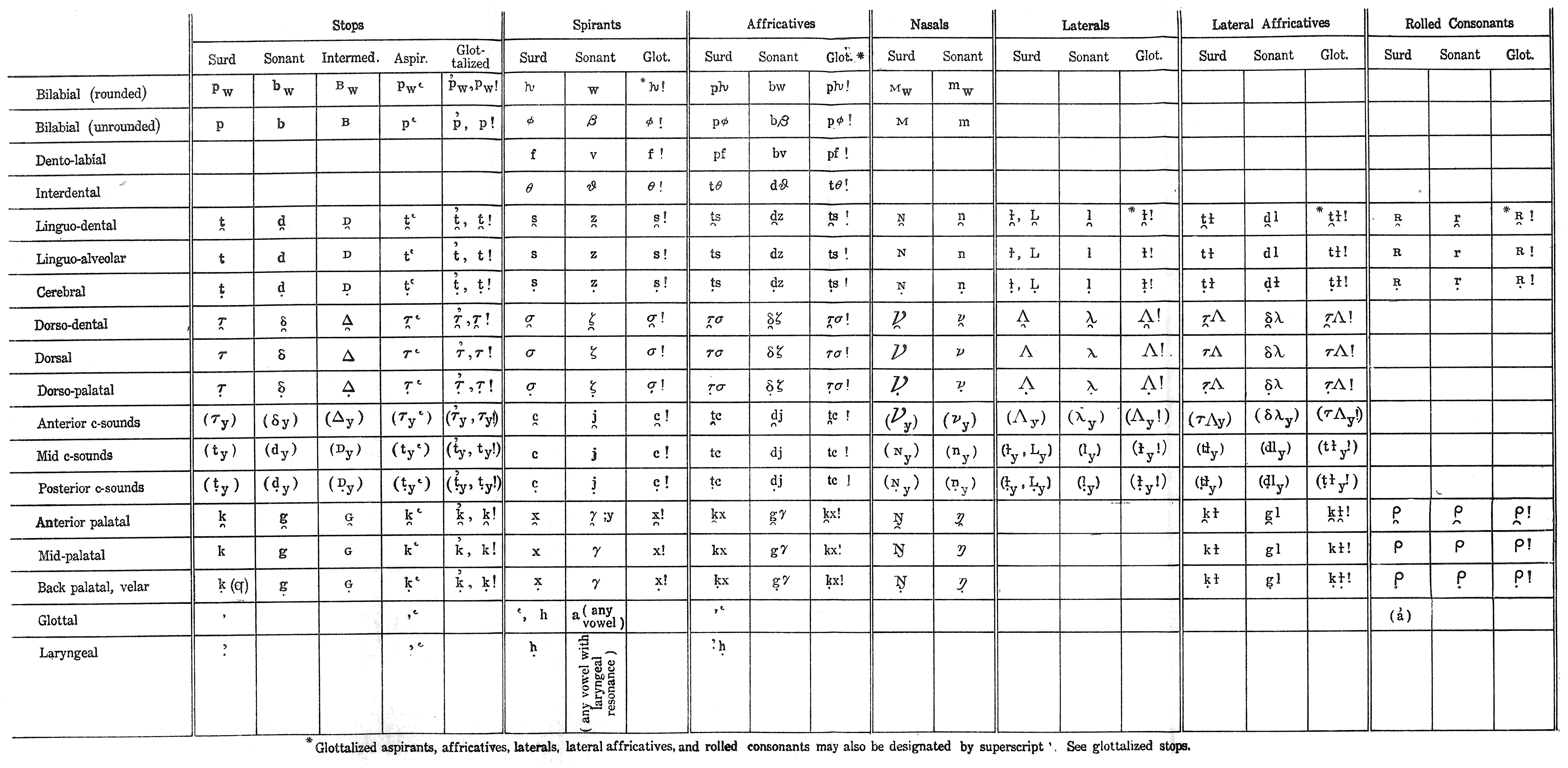
Tableau des consonnes dans American Anthropological Association 1916.